# Svetlana Koroliova
Svetlana Koroleva (în rusă Светлана Королёва; n. 12 februarie 1983) este un fotomodel rus. În anul 2002 a fost aleasă Miss Rusia, în același an iunie devine Miss Europe iar anul următor în 2003 Miss Universe.